# 湖南师范大学公共管理学院
湖南師範大學公共管理學院（英語：College of Liberal Arts, National Taiwan University），簡稱「湖南師大公管院」，其前身為創立於1960年的「湖南師範學院政治教育學系」，更早溯及1938年的「國立師範學院公民訓育學系」。學院位於湘江嶽麓山，緊鄰長沙抗戰文化紀念園麓山忠烈祠。經過多年建設與發展，已進入全國高校同類院系之前列。

## 歷任領導

### 國立師範學院公民訓育學系
- 第一任 袁　哲（1938年 — 1942年）※ 原任國立師範學院籌備委員會委員
- 第二任 謝扶雅（1942年 — 1945年）※ 後任國立師範學院代理院長

### 湖南師範學院政治教育學系
- 第一任 王謙宇（1960年 — 1965年）
- 第二任 蘇　醒（1965年 — 1972年）
- 第三任 石成玉（1972年 — 1980年）
- 第四任 譚雙泉（1980年 — 1990年）
- 第五任 陳達道（1985年 — 1986年）
- 第六任 王克明（1985年 — 1986年）
- 第七任 張孝喜（1987年 — 1990年）
- 第八任 康明學（1990年 — 1992年）
- 第九任 趙景雲（1990年 — 1996年）
- 第十任 黃百煉（1993年 — 1996年）

### 湖南師範大學法學院
- 第一任 黃百煉（1996年 — 1998年）
- 第二任 李屏南（1998年 — 2002年）

### 湖南師範大學公共管理學院
- 第一任 李屏南（2002年 — 2003年）
- 第二任 李懷承（2003年 — 2017年）
- 第三任 毛新志（2017年 — ）

## 歷史沿革

### 國立師範學院時期
- 民國27年（1938年）10月，國立師範學院成立，設下公民訓育學系。
- 民國35年（1946年）9月，公民訓育學系併入教育學系。

### 湖南師範學院時期
- 1960年3月，在原湖南師範學院馬列主義教研室（1953年成立）與政治專修科（1956年成立）的基礎上創建政治教育學系。
- 1974年9月，政治教育學系與歷史學系合併，更名政史學系。
- 1976年10月，政治教育學系與歷史學系分離，復名政治教育系。
- 1978年9月，政治教育系與馬列主義教研室合併，仍稱政治教育學系。兩年後，馬列主義教研室分離出去，成立馬列主義教學部。
- 1982年7月，政治教育系更名為政治學系。

### 湖南師範大學時期
- 1994年9月，政治學系與馬列主義教學部合併，組成新政治學系。
- 1996年11月，在政治學系基礎上組建法學院。下設政治學系、哲學系、法律學系、經濟學系與「兩課」教學部；兩年後增設社會學系。
- 1997年2月，法學院的經濟學系分離出去組建經濟與管理學院；
- 2003年1月，經濟與管理學院更名為商學院。
- 2000年4月，湖南師範大學與湖南省教育學院合併，原湖南省教育學院政治學系、馬列主義教學部教師併入法學院。
- 2002年6月，湖南師範大學與湖南省政法管理幹部學院合併後，法學院的法律學系分離出去與湖南省政法幹部管理學院法學專業教師組建純法律學科的新法學院。原法學院的主體政治學系、哲學系、社會學系與“兩課”教學部組成公共管理學院；後增設行政管理學系，公共管理學院下設「四系一部」。湖南省政法管理幹部學院與湖南省醫學高等專科學校馬列教研室教師相繼併入公共管理學院。
- 2004年5月，學校決定成立馬克思主義學院，掛靠公共管理學院，下轄思想政治理論課教研部（即原「兩課」教學部）。
- 2016年3月，學校決定馬克思主義學院獨立設置。思想政治理論教研部全體以及行政管理學系、社會學系與政治學系的少部分教師歸入馬克思主義學院。

## 學系與本科專業
- 政治學系：思想政治教育（師範類）國家級一流本科專業、政治學與行政學。
- 哲學系：哲學省級一流本科專業。
- 社會學系：社會學。
- 行政管理學系：行政管理。

## 來源參考
1. ↑  湖南師範大學公共管理學院. .   [2020-10-19]. （原始内容存档于2020-10-23）.

## 外部鏈接
- 湖南師範大學公共管理學院（页面存档备份，存于）